# Лирој Поуп
Лирој Поуп (енгл. LeRoy Pope; Округ Нортамберланд, 30. јануар 1765 — Хантсвил, 17. јун 1844) је био амерички плантажер, адвокат и један од првих насељеника округа Медисон у Алабами. Купио је велики део земље на којој се данас налази центар Хантсвила. Због своје улоге у оснивању и почетном развоју града, назива се „Оцем Хантсвила“.